# Nowy cmentarz parafialny w Barwałdzie Dolnym
Nowy cmentarz parafialny w Barwałdzie Dolnym – cmentarz parafialny, którego zarządcą jest parafia św. Erazma w Barwałdzie Dolnym. Został założony w 1999. Jego teren zajmuje powierzchnię 63 arów.

## Historia
Cmentarz postanowiono założyć w połowie ostatniej dekady XX wieku. Przyczyną tego pomysłu było kończące się miejsce na pochówki na starym cmentarzu parafialnym, założonym w 1837 roku. Pierwszy pochówek odbył się tutaj w 1999 roku.
W marcu 2019 roku cmentarz liczył ok. 200 grobów.